# Cathédrale de Benghazi
L'ancienne cathédrale de Benghazi est un ancien sanctuaire catholique érigé entre 1929 et 1939 durant la période coloniale italienne. Aujourd'hui désaffectée, elle doit son architecture néo-classique aux architectes italiens Ottavo Cabiati et Guido Ferrazza.

## Architecture
Basée sur un plan basilical, la cathédrale est précédée d'un portique comportant six colonnes doriques. Deux coupoles surhaussées couvrent les deux travées de la nef, conférant au sanctuaire une allure orientale, tandis qu'une série d'oculi assurent l'éclairage du vaisseau. Cet édifice fortement inspiré par l'architecture religieuse italienne demeure toutefois inachevé, les plans originaux comprenant un campanile à trois niveaux. Ses dimensions en font néanmoins l'une des plus grandes églises d'Afrique du Nord.

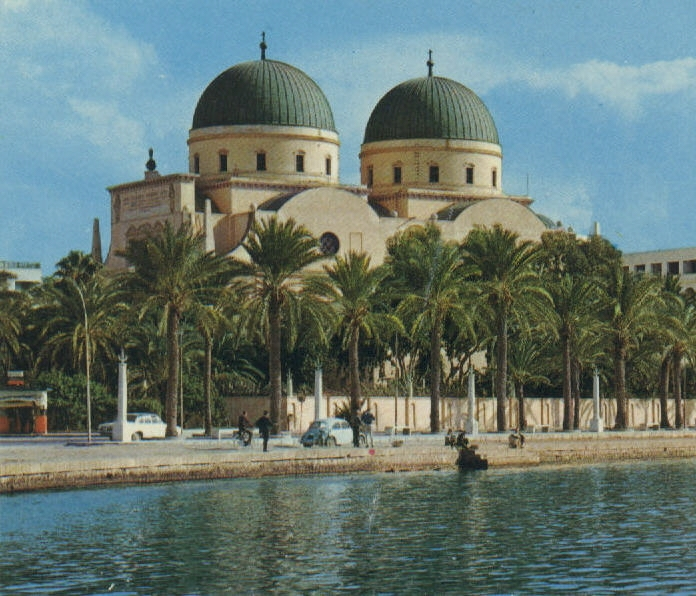
La cathédrale de Benghazi dans les années 1960.

Cet ancien sanctuaire est aujourd'hui désaffecté. Il a servi de siège  à l'Union socialiste arabe et est aujourd'hui en attente de restauration. L'ancien palais épiscopal borde la place de la cathédrale.
La cathédrale pourrait être transformée en mosquée, ce qui en ferait la plus grande mosquée de Cyrénaïque. 